# Catocala deducta
Catocala deducta là một loài bướm đêm trong họ Erebidae.